# Sneeuwduif
De sneeuwduif (Columba leuconota) is een vogel uit de familie van de duiven (Columbidae).

## Verspreiding en leefgebied
Deze soort kent twee ondersoorten:
- C. l. leuconota: Himalaya.
- C. l. gradaria: van oostelijk Tibet tot zuidoostelijk China en noordelijk Myanmar.

## Externe link

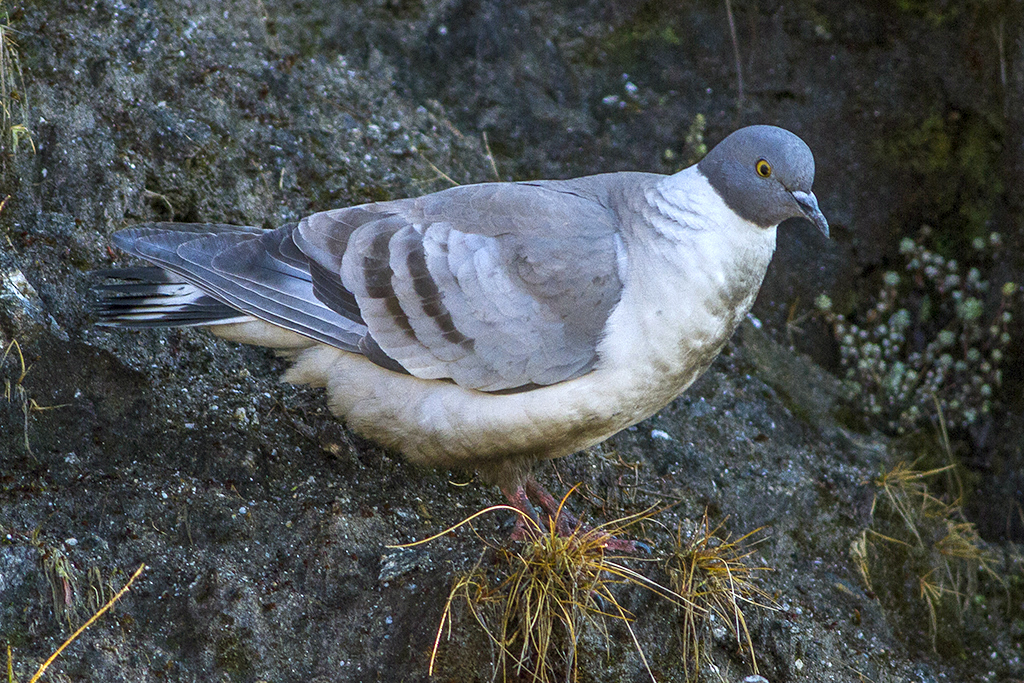